# 总十庄镇
总十庄镇，是中华人民共和国河北省石家庄市晋州市下辖的一个乡镇级行政单位。

## 行政区划
总十庄镇下辖以下地区：
总十庄村、东钓鱼台村、孔目庄村、毛家寨村、庞古庄村、官庄村、盐厂寨村、永丰村、八里庄村、枣园村、射佛头村、盐厂村、武邱村、河头村、马坊头村、庄合寨村、西张口村、胡士庄村、河沟村、张家庄村和王石碑庄村。